# Etisalat Emirates Cup
A Etisalat Emirates Cup também conhecida como Etisalat Cup, é um torneio realizado no sistema de grupos e eliminatórias restrito aos times do Campeonato Emiradense de Futebol.[carece de fontes?] A 1ª fase, é disputa em fase de grupos, com 12 equipes,[carece de fontes?] posteriormente na fase semi-final, com dois jogos eliminatórios e, com final em jogo único.

## Ver Também
- Campeonato Emiradense de Futebol